# Rosegarden
Rosegarden — свободный MIDI-секвенсор, нотный редактор для Linux, использующий ALSA и JACK, программа для создания и редактирования музыки наподобие Apple Logic Pro, Cakewalk Sonar и Steinberg Cubase.

## История
Проект появился в 1993 году в University of Bath. Rosegarden-2.1 был выпущен под лицензией GNU GPL в 1997 году. Работа над Rosegarden-4 началась в апреле 2000 года. Версия 1.0 была выпущена 14 февраля 2005 года и версия 1.2.4 14 июля 2006 года.
Точное название этой программы — Rosegarden-4. Оно было взято с целью не путать программу с Rosegarden-2.1, который имеет весьма мало возможностей, но стабильно работает на большом количестве UNIX-like операционных систем и на других, таких как OpenVMS. Rosegarden-4 работает на малом количестве юниксоподобных ОС из-за зависимости от ALSA и JACK. Портирование под Windows не планируется — авторы не заинтересованы в этом.

## Возможности
- воспроизведение и запись MIDI и звука ALSA и JACK
- редакторы MIDI: матричный, списочный, редактор нотных партитур, редактор перкуссии
- поддержка виртуальных инструментов DSSI и VST (через dssi-vst)
- поддержка звуковых эффектов LADSPA
- поддержка транспорта JACK для синхронизации воспроизведения с другим ПО
- раздельные микшеры MIDI и звука
- импорт файлов MIDI и Hydrogen (драм-машина)
- экспорт в MIDI, Csound, LilyPond и MusicXML (включая вывод нот в PDF и Postscript)
- доступность интерфейса на 16 языках, включая русский
- документация переведена на немецкий, шведский, японский и английский языки